# Arturo Vázquez Ayala
Arturo „Gonini” Vázquez Ayala (ur. 26 czerwca 1949 w mieście Meksyk) – meksykański piłkarz występujący na pozycji lewego obrońcy, w późniejszym czasie trener.

## Kariera klubowa
Vázquez Ayala pochodzi z San Simón, jednej z dzielnic stołecznego miasta Meksyk. Grę w piłkę rozpoczynał w tamtejszym amatorskim zespole Deportivo Héroes, z którego trafił później do innego klubu ze stolicy, Pumas UNAM. W jego barwach zadebiutował w meksykańskiej Primera División w sezonie 1970/1971, a premierowego gola strzelił podczas rozgrywek 1971/1972. Szybko został podstawowym zawodnikiem drużyny i w 1975 roku odniósł z nią pierwsze sukcesy; zdobył krajowy puchar – Copa México – oraz superpuchar – Campeón de Campeones. W sezonie 1976/1977 wywalczył z Pumas premierowe w historii klubu mistrzostwo Meksyku, będąc kluczowym punktem defensywy ekipy prowadzonej przez węgierskiego szkoleniowca Jorge Marika. Podczas rozgrywek 1977/1978 zanotował z kolei tytuł wicemistrzowski. Ogółem w barwach Pumas spędził dziewięć lat i dziś jest uznawany za legendę i najlepszego lewego obrońcę w historii drużyny.
Latem 1979 Vázquez Ayala przeniósł się do klubu Chivas de Guadalajara, gdzie spędził rok, mając niepodważalną pozycję w wyjściowym składzie, lecz nie potrafił nawiązać do sukcesów odnoszonych z Pumas. Już po roku powrócił do stolicy, gdzie podpisał umowę z drużyną Atlante FC. Tam również od razu został podstawowym piłkarzem i barwy tej ekipy reprezentował przez kolejne pięć sezonów. W sezonie 1981/1982, występując w jednej drużynie m.in. z Grzegorzem Latą, zdobył z nią tytuł wicemistrza Meksyku, natomiast w 1983 roku triumfował w najbardziej prestiżowych rozgrywkach kontynentu, Pucharze Mistrzów CONCACAF. Profesjonalną karierę piłkarską zdecydował się zakończyć w wieku 36 lat. W swoich czasach był nowocześnie grającym bocznym defensorem, często włączającym się do akcji ofensywnych. Silny i masywny, dysponował dobrą szybkością i techniką. Pięciokrotnie otrzymywał nagrodę dla najlepszego obrońcy ligi meksykańskiej. Od 27 czerwca 1971 do 24 lipca 1976 wystąpił w 184 spotkaniach ligowych z rzędu, co przez kilkadziesiąt lat było rekordem meksykańskiej Primera División, który został pobity dopiero w lutym 2013 przez Federico Vilara.

## Kariera reprezentacyjna
W reprezentacji Meksyku Vázquez Ayala zadebiutował za kadencji selekcjonera Javiera de la Torre, 8 sierpnia 1973 w przegranym 1:2 meczu towarzyskim z Polską. Od razu został podstawowym zawodnikiem kadry i wziął z nią udział w eliminacjach do Mistrzostw Świata 1974, na które jego kadra nie zdołała ostatecznie awansować. W 1975 roku triumfował z drużyną narodową w towarzyskim turnieju Copa Ciudad de México. Premierowego gola w reprezentacji strzelił 1 lutego 1977 w wygranym 5:1 sparingu z Jugosławią. W 1978 roku został powołany przez trenera José Antonio Rocę na Mistrzostwa Świata w Argentynie, po uprzednich występach w kwalifikacjach tego turnieju, w których wpisał się na listę strzelców w spotkaniu z Gwatemalą (2:1). Na mundialu był podstawowym zawodnikiem i pełnił rolę kapitana zespołu, występując we wszystkich trzech meczach od pierwszej do ostatniej minuty; z Tunezją (1:3), w którym strzelił gola z rzutu karnego, a także z RFN (0:6) i Polską (1:3). Jego kadra po komplecie porażek odpadła jednak z rozgrywek już w fazie grupowej. Później regularnie występował jeszcze w nieudanych kwalifikacjach do Mistrzostw Świata 1982, a ogółem swój bilans reprezentacyjny zamknął na 54 rozegranych meczach, w których zdobył cztery bramki.

## Kariera trenerska
Po zakończeniu kariery Vázquez Ayala został trenerem. Pierwszą samodzielną pracę w tym zawodzie podjął w czerwcu 1988 w swoim byłym klubie, Atlante FC, zastępując na stanowisku szkoleniowca Manuela Lapuente. Poprowadził drużynę w ostatnich dwóch spotkaniach sezonu 1987/1988, odnosząc dwie porażki, po czym odszedł z zespołu. Ponownie kontrakt z Atlante podpisał nieco ponad dziesięć lat później, w listopadzie 1998, tym razem zostając następcą Miguela Mejíi Baróna i ponownie dowodził ekipą w dwóch meczach, tym razem notując bilans zwycięstwa i porażki. Pod jego kierownictwem zespół przerwał serię dziewięciu kolejnych spotkań ligowych bez zwycięstwa. W 2005 roku został szkoleniowcem drugoligowego Altamira FC, który prowadził przez kilka kolejnych miesięcy bez większych sukcesów.